# Peter II av Ryssland
Peter II av Ryssland (ryska: Пётр II Алексеевич, Pjotr II Aleksejevitj), född 12 oktober 1715, död 19 januari 1730 (g.s.), var rysk tsar 1727–1730. Han var son till Aleksej Petrovitj av Ryssland och Charlotte av Braunschweig-Wolfenbüttel och även Peter den stores ende manlige arvinge.

## Biografi
Med Peter II på tronen fick Ryssland ännu en gång en tonåring som härskare endast 12 år. Han beskrevs som en välskapt ung man, kraftig och ovanligt lång. Något läshuvud hade han inte. Enda intresse i livet tycktes vara att jaga och rida. 
Det faktum att Peter den stores sonson blivit landets nya härskare rörde om i etablissemanget. En som drabbades hårdast av nyordningen var den åldrige greven Peter Tolstoj. Han hade en gång i tiden lockat – eller lurat om man så vill – den nye kejsarens far från Italien till stupstocken i Sankt Petersburg.
Greven fick mycket riktigt sona för detta. Han förvisades till en ö i Vita havet. Efter två år i kylan och snön avled den då 84-årige Tolstoj.
År 1727 trolovades Peter med Maria Menshikova, och år 1729 med Katarina Dolgorukova. Under de första månaderna av Peters regering var det kejsarens blivande svärfar Mensjikov som styrde och ställde. Mensjikov gav till och med uttryckliga order till Peter. Högmod går före fall brukar det heta, och det var vad som hände Mensjikov. Mensjikov råkade bli sjuk och under sjukdomstiden rann all makt ifrån honom.
Men i och med Peter II:s kröning i februari 1728 levde den forna huvudstaden Moskva upp igen. Hela det officiella Ryssland drog dit. När den nykrönte tsaren vägrade att återvända till Sankt Petersburg och talade spydigt om sin farfars verk och "dess saltvatten" trodde många att Moskva officiellt skulle utropas till huvudstad. Moskva med sitt halvasiatiska utseende och sina gammalmoskoviska värderingar, tedde sig för alla västerländskt orienterade i tsarens närhet som en kuliss från det förgångna. Tanken svindlade för dessa människor att staden skulle återfå sin status som huvudstad.
I början av år 1730 insjuknade Peter. På tredje sjukdomsdagen konstaterades att han fått smittkoppor. Sjukdomsförloppet blev hastigt. Efter några veckor var han död. Med Peter II utslocknade svärdslinjen i den romanovska ätten.